# 英國醫學期刊
英國醫學期刊（英語：The BMJ，原称为British Medical Journal，簡稱），是一份同行評審性質的綜合醫學期刊，也是最古老的医学期刊之一，由英國醫學協會所屬的BMJ出版集團公司所發行。其它相關的刊物如神經學、神經外科學與精神病醫學期刊、心臟醫學期刊、胸腔醫學期刊，以及為全球醫學生發行的學生BMJ期刊。
BMJ目前的編輯為芬娜·戈里，在前任編輯李查·史密斯（Richard Smith）於2004年7月退休後她接著繼任。芬娜·戈里於2005年2月被任命，而在過渡間期的代理編輯為肯倫·阿貝西（Kamran Abbasi）。

## 編輯組織
BMJ有四種的文章編輯組織（內容相同不過廣告不同）: 
- 一般實習 針對一般實習來編輯。
- 臨床研究 針對醫院醫師。
- 國際編輯 針對外國訂戶。
- 衝擊編輯 針對BMA的退休人員。

有一些國際編輯也是地區語言版的編輯。

## 影響及讀者群
本期刊創刊於1840年，為一份地區性的醫學與外科期刊，不過經由其刊出高影响因子的研究論文及獨特的臨床案例報告（case reports），很快地獲得全世界醫生的青睞。長久以來，它的唯一競爭者是柳葉刀醫學期刊 （同樣是在英國出版），不過隨著全球化的興起，BMJ已經面臨從其它醫學期刊來的嚴苛競爭，尤其是新英格蘭醫學期刊與美國醫學協會期刊。
BMJ被視為主要的綜合性醫學期刊之一，其它同樣性質的醫學期刊為新英格蘭醫學期刊 （N Engl J Med），美國醫學協會期刊 （JAMA）及柳葉刀醫學期刊（Lancet）。一些權威機構也把加拿大醫學協會期刊 （CMAJ）及內科醫學年鑑（Annals of Internal Medicine）含括在"核心的"綜合醫學期刊選列裡面，縱然後者只是月刊的發行而不像前者為周刊出版方式。
在2003年本期刊的影响因子為7.209。本期刊長久以來不斷的在批評影响因子被濫用，特別是在學術機構於研究人員的聘用上以影响因子作為評選條件之不當。

## BMJ網站與開放獲取政策
于1995年BMJ全面進行網路發行，並且將1994年開始已發行的期數檔案也全面置於互聯網上。
BMJ在2004年由英國網路衛報評選為國際互聯網上5大最聲名卓著的健康醫學網站。

## 外部連結
- BMJ Online （页面存档备份，存于）
- The British Medical Association （页面存档备份，存于）
- BMJ publishing group
- Other BMJ Journals （页面存档备份，存于）
- 英国医学杂志中文版